# 錫勒倫比爾山
46°28′20″N 7°31′7″E / 46.47222°N 7.51861°E

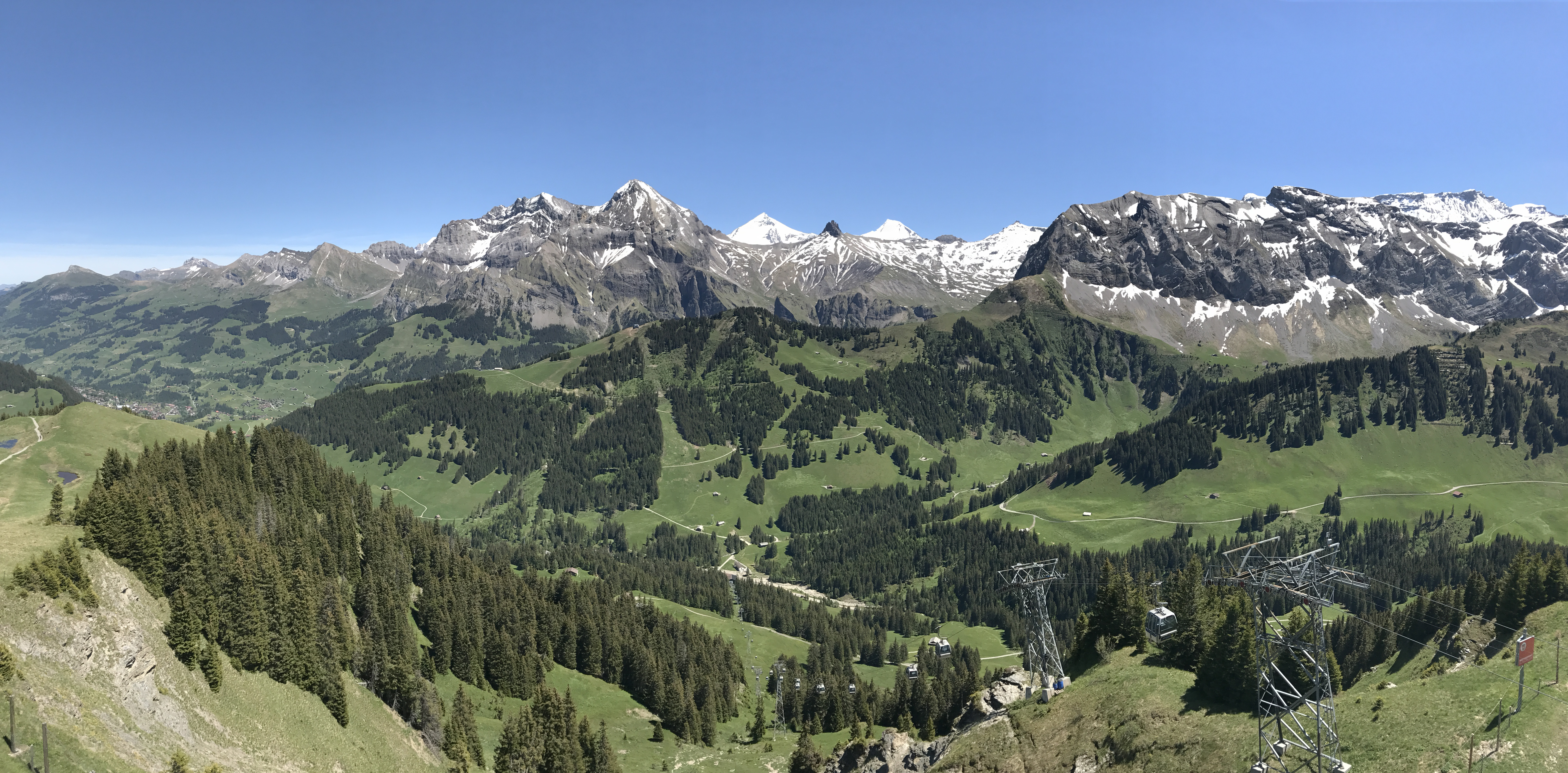

錫勒倫比爾山（Sillerenbühl），是瑞士的山峰，位於該國中部，由伯恩州負責管轄，屬於伯爾尼山的一部分，距離拉韋格拉特山0.8公里，海拔高度1,976米。